# Copidognathus septentrionalis
Copidognathus septentrionalis är en kvalsterart som först beskrevs av Halbert 1915.  Copidognathus septentrionalis ingår i släktet Copidognathus och familjen Halacaridae. Inga underarter finns listade i Catalogue of Life.